# Toni Krahl

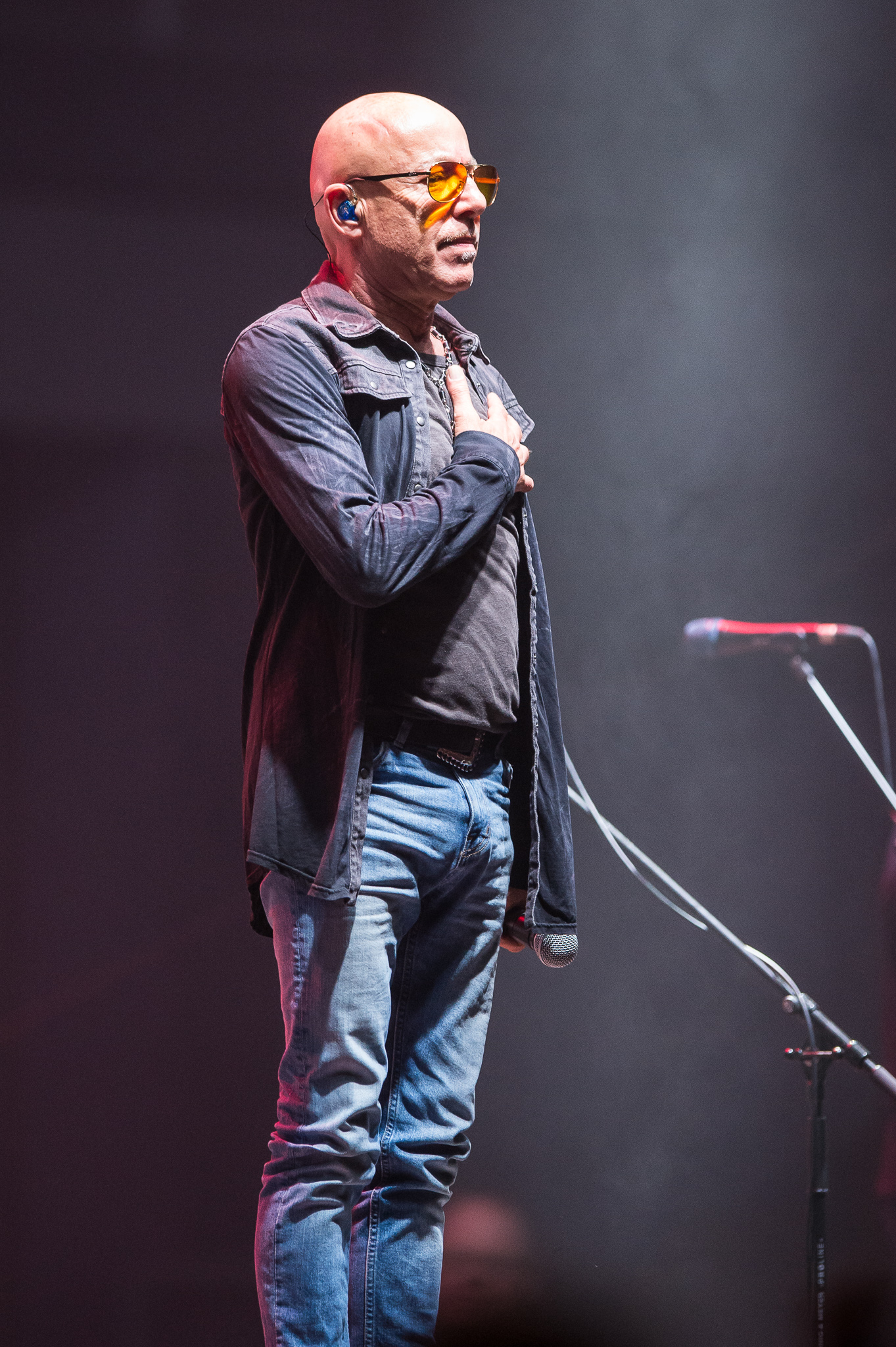
Krahl bei einem Konzert in Nürnberg (2016)

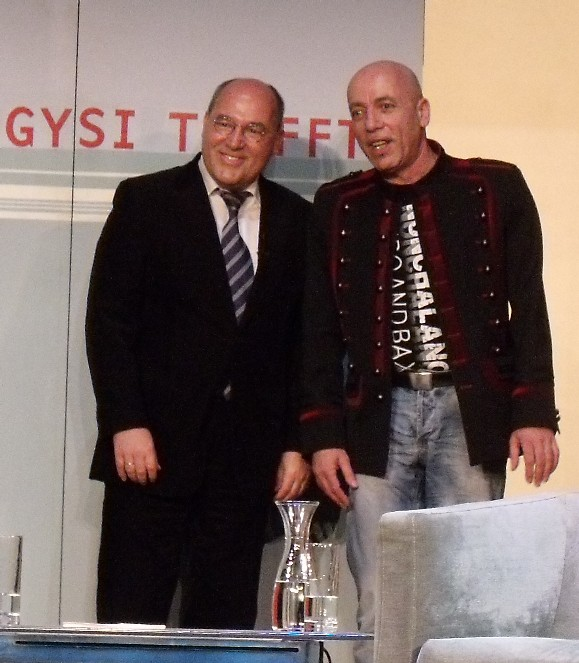
Toni Krahl (rechts) in einer Talkshow mit Gregor Gysi (2010)

Toni Krahl (* 3. Oktober 1949 in Berlin) ist ein deutscher Musiker und Sänger der Bands City und Silly.

## Leben
Krahl ist das Kind jüdischer Eltern, die nach dem Zweiten Weltkrieg aus der englischen Emigration nach Deutschland zurückgekehrt waren. Er wuchs in der DDR auf. Während seine Eltern nach England gingen, wo sein Vater als Korrespondent arbeitete, lebte Toni Krahl im Kinderheim des Außenhandelsministeriums in Falkenberg-Cöthen. Als seine Eltern in Moskau arbeiteten, ging er dort zur Schule. Nach seiner Rückkehr besuchte er ab 1965 die Alexander-von-Humboldt-Schule in Berlin-Köpenick und machte eine Ausbildung zum Betriebsschlosser im Kabelwerk Oberspree (KWO). Er lebte in dieser Zeit in Oberschöneweide. 1967 gründete er mit Rainer Köchling, Frank Pfeifer und Peter Gross seine erste Band „Wurzel minus 4“.
Toni Krahl wurde im Alter von 19 Jahren am 29. November 1968 vom Strafsenat IA des Stadtgerichts Berlin in der Littenstraße zu einer dreijährigen Haftstrafe wegen einer Protestdemonstration und einer Flugblattaktion gegen den Einmarsch der Warschauer-Pakt-Staaten in die ČSSR verurteilt, die nach drei Monaten Haft im Gefängnis Berlin-Pankow zu einer zweijährigen Bewährungsstrafe umgewandelt wurde. Sein Vater Franz Krahl wurde deshalb als Abteilungsleiter beim Neuen Deutschland abgelöst und ins Archiv versetzt. Toni Krahl erhielt für diese Zeit eine Arbeitsplatzbindung als Blechschlosser beim VEB Werkzeugmaschinenfabrik „7. Oktober“ in Weißensee. Krahl machte das Abitur auf der Abendschule. Nach Ende der Arbeitsplatzbindung arbeitete er als Mechaniker in der medizintechnischen Abteilung der Charité. Für seinen Solidaritätsbeweis wurde Toni Krahl 2008 vom tschechischen Premierminister Mirek Topolánek mit dem Karel-Kramar-Orden geehrt.
Anfang der 1970er Jahre trat Krahl bei den Gruppen „Die Kleinen“, der Hanert-Combo, den Maddogs und Suwami – später College Formation – als Sänger auf. Er arbeitete während seiner Zeit bei dieser Band als Vertragszusteller bei der Deutschen Post der DDR, wobei er als freier Mitarbeiter Telegramme zustellte. Von 1973 bis 1975 besuchte er die Musikschule Friedrichshain, um einen Berufsmusikerausweis zu erlangen.
Seit 1975 ist Krahl Sänger der Band City. Er löste damals auf Anraten der Managerin Edeltraud „Traudel“ Bröckel, Emil Bogdanow ab, der die Band verließ und über Jugoslawien nach Westeuropa umsiedelte. Bei City schrieb Krahl auch seine ersten Liedtexte. Das erste Album von City, das auch in der Bundesrepublik Deutschland erschien, war Am Fenster und erhielt eine Goldene Schallplatte. Der von Krahl gesungene Titelsong Am Fenster zählt zu den größten Hits der DDR-Rockgeschichte. 1978 hatte Krahl mit City im Hamburger Logo seinen ersten Auftritt in Westdeutschland. Später erhielt er mit City zwei weitere Goldene und eine Platin-Schallplatte.
1986 war er Mitglied der „All-Star-Band“ Gitarreros.
Ab Ende 1988 war Krahl Vorsitzender der Sektion Rockmusik beim Komitee für Unterhaltungskunst. Er war Mitinitiator der Resolution von Rockmusikern und Liedermachern für eine Demokratisierung der DDR-Gesellschaft vom 18. September 1989. Am 25. Oktober 1989 nahm er am Konzert „Hierbleiber für Hierbleiber“ im Haus der Jungen Talente in Ost-Berlin teil.
1990 wurde Krahl Vorsitzender des Verbandes Musik-Szene e. V. Er gründete mit Fritz Puppel die erste unabhängige DDR-Schallplattenfirma K&P Music. Dort erschienen im Laufe der Jahre Tonträger von Karat, Keimzeit, The Inchtabokatables und auch mehrere Alben der eigenen Band City.
2005 spielte er im Kinofilm Max und Moritz Reloaded mit.
Seit 2017 ist er Pate für das Alexander-von-Humboldt Gymnasium in Berlin-Köpenick im Schule ohne Rassismus – Schule mit Courage Netzwerk. In der Mockumentary Olaf Jagger spielt Krahl 2022 sich selbst als Zeitzeugen. Seit 2023, nach der Auflösung von City, singt Toni Krahl neben Julia Neigel in der Band Silly.
Krahl lebt in Glienicke/Nordbahn nördlich von Berlin und ist zum dritten Mal verheiratet. Er hat eine Tochter.

## Auszeichnungen
- 2007 erhielt Krahl mit seiner Band City den größten ostdeutschen Medienpreis, die Goldene Henne.
- 2024: Bundesverdienstkreuz am Bande[12]

## Schriften

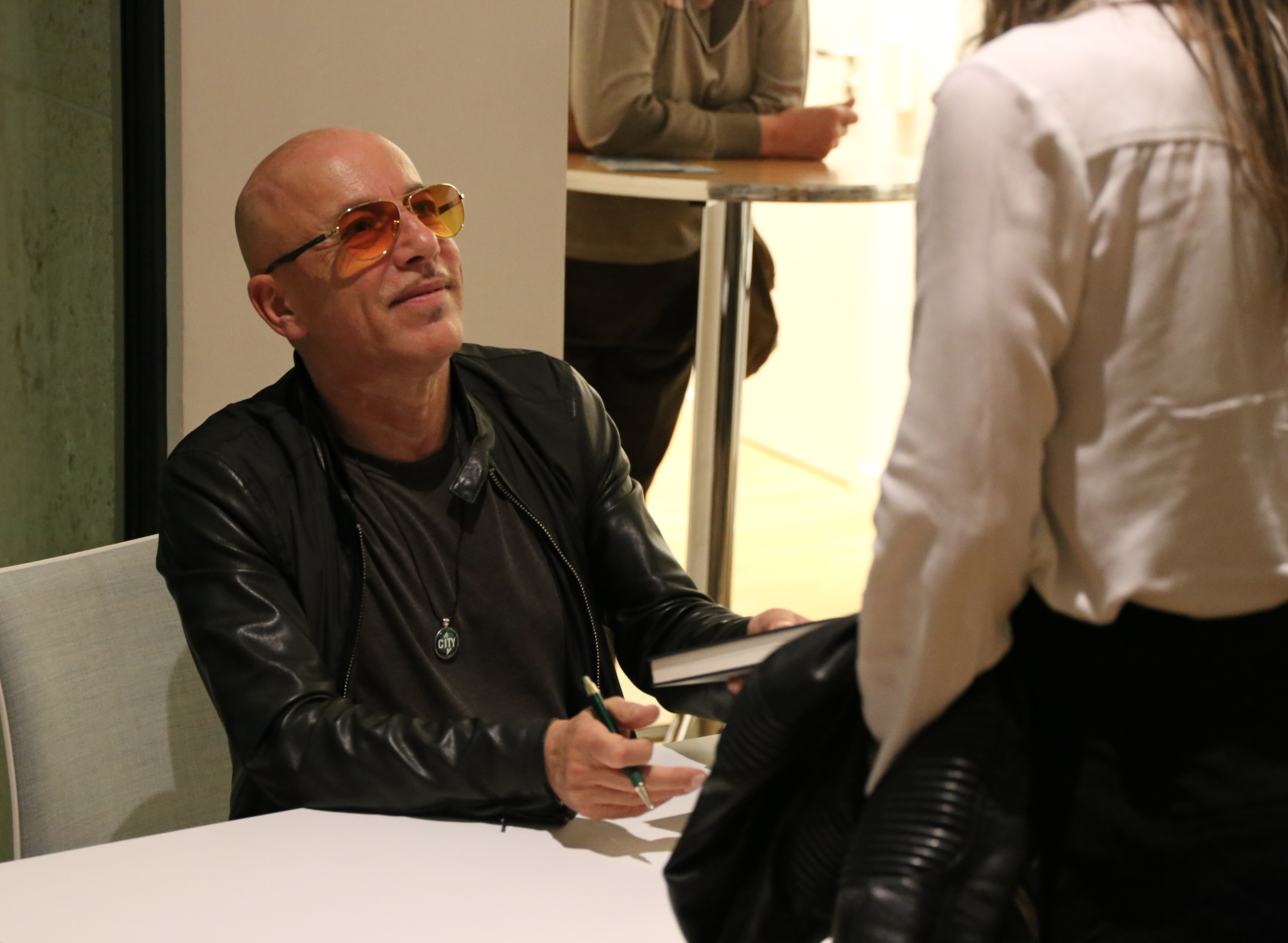
Toni Krahl in der Stadtbibliothek Nordhausen (2016)

- Toni Krahls Rocklegenden. Neues Leben, Berlin 2016, ISBN 978-3-355-01840-1.

## Filmografie
- 1979: Bis daß der Tod euch scheidet
- 2005: Max und Moritz Reloaded
- 2023: Olaf Jagger
- 2024: In aller Freundschaft (Fernsehserie, Folge Fest der Liebe)